# Jon Anderson
John Roy „Jon” Anderson (Accrington, Lancashire, 1944. október 25. –) angol zenész, a Yes együttes vezetője és énekese. Szólólemezei is megjelentek, de több más zenésszel is együtt dolgozott. Vangelisszel több közös albuma van, Jon & Vangelis néven. Énekelt többek között a King Crimson, Mike Oldfield és a Tangerine Dream egy-egy felvételén is.

## Diszkográfia

### Szóló nagylemezek

#### Stúdióalbumok
- - Olias of Sunhillow (1976) [1. stúdióalbum]
  - Song of Seven (1980) [2. stúdióalbum]
  - Animation (1982) [3. stúdióalbum]
  - 3 Ships (1985) [4. stúdióalbum]
  - In The City of Angels (1988) [5. stúdióalbum]
  - Deseo (1994) [6. stúdióalbum]
  - Change We Must (1994) [7. stúdióalbum]
  - Angels Embrace (1995) [8. stúdióalbum]
  - Toltec (1996) [9. stúdióalbum]
  - Lost Tapes of Opio (1996) [10. stúdióalbum]
  - The Promise Ring (1997) [11. stúdióalbum]
  - Earth Mother Earth (1997) [12. stúdióalbum]
  - The More You Know (1998) [13. stúdióalbum]
  - Survival & Other Stories (2010) [14. stúdióalbum]
- Kollekció:
  - The Lost Tapes (20 CD Box) (2006-2007)
- Koncert felvétel:
  - The Best of South America (1993)[1]

#### Szólókislemezek
- - Flight of the Moorglade / To the Runner (1976)
  - Some Are Born / Days (1980)
  - Take Your Time / Heart Of The Matter (1980)
  - Surrender / Spider (1982)
  - All In A Matter Of Time / Spider (1982)
  - Cage Of Freedom (1984)
  - Easier Said Than Done / Save All Your Love (repríz kiadás) (1985)
  - Easier Said Than Done / Day of Days (1985)
  - Easier Said Than Done / Three Ships (1985)
  - Easier Said Than Done / Three Ships / Oh Holy Night (1985)
  - How it Hits You / Day of Days (1985)
  - Hold On To Love / Sundancing (1988)
  - Hold On To Love / In a Lifetime / Sundancing (1988)
  - Is it Me / Top of the World / For You (1988)
  - Island of Life / Lady of Dreams (1992)
  - Change We Must / State of Independence (1994)
  - State of Independence (CD kislemez) (2007)
  - Unbroken Spirit (digitális kislemez) (2010)
  - Give Hope (digitális kislemez) (2011)
  - Open (digitális kislemez) (2011)
  - Brasilian Music Sound (digitális kislemez) (2012)

### Közreműködések
- The Warriors:
  - You Came Along, Don't Make Me Blue (1964)
- Bolton Club 65:
  - All To Bring You Morning (1969)
- King Crimson:
  - Lizard (1970)
- Iron Butterfly:
  - Pearly Gates (1974)
- Anthony Phillips:
  - The Geese & The Ghost (1973)
- Alan White:
  - Spring Song Of Innocence (1976)
- Vangelis:
  - Heaven and Hell (1975)
  - Opéra Sauvage (1979)
  - See You Later (1980)
- Jon & Vangelis:
  - Short Stories (1980)
  - The Friends of Mr. Cairo (1981)
  - Private Collection (1983)
  - The Best of Jon & Vangelis (1984)
  - Page of Life (1991)
  - Chronicles (1994)
  - Page Of Life (1998) [alternatív verzió]
- Mike Oldfield:
  - Crises (1983)
  - Shine (kislemez) (1986)
- Rick Wakeman:
  - "The Hymn (1981) (1984 c. album)
- filmzenék:
  - Metropolis: Cage Of Freedom (1984)
  - Scream For Help: Silver Train, Christie (1985)
  - St. Elmo's Fire: This Time It Was Really Right (1985)
  - Biggles: Do You Want To Be A Hero, Chocks Away (1986)
- Tangerine Dream:
  - Legend (1986)
- Lawrence Gowan:
  - Moonlight Desires (1987)
- Toto:
  - Stop Loving You (1988)
- Anderson, Harley & Batt:
  - Whatever You Believe (1988)
- Jonathan Elias:
  - Requiem for the Americas: Songs from the Lost World (1990)
- Kitaro:
  - Dream (a.k.a. Lady of Dreams) (1992)
- London Philharmonic Orchestra:
  - Symphonic Music of Yes (1993)
- Charlie Bisharat:
  - Along the Amazon (1993)
- Ayman:
  - Dancing with My Soul (1994)
- 7th Level:
  - Tuneland (1994)
- Milton Nascimento:
  - Angelus (1994)
- Cielo y Tierra:
  - Heaven And Earth (1996)
- Steve Howe:
  - Sad Eyed Lady Of The Lowlands (1999)
- Béla Fleck and the Flecktones:
  - A Moment So Close és Aimun (2000)
- 4 Him:
  - The Only Thing I Need (2002)
- The Fellowship:
  - In Elven Lands (2006)
- Dream Theater:
  - Systematic Chaos (2007)
- Tommy Zvoncheck:
  - ZKG (2008)
- Peter Machajdík:
  - Namah (2008)
- Marco Sabiu:
  - Audio Ergo Sum (2012)
- Dennis Haklar:
  - Lizard's Tale (2012)
- Roine Stolt:
  - Invention of knowledge (2016)